# Дзіве
Дзіве (пол. Dziwie) — село в Польщі, у гміні Пшедеч Кольського повіту Великопольського воєводства.
Населення — 266 осіб (2011).
У 1975-1998 роках село належало до Конінського воєводства.

## Демографія
Демографічна структура станом на 31 березня 2011 року:
|          | Загалом | Допрацездатний вік | Працездатний вік | Постпрацездатний вік |
| -------- | ------- | ------------------ | ---------------- | -------------------- |
| Чоловіки | 137     | 30                 | 93               | 14                   |
| Жінки    | 129     | 30                 | 69               | 30                   |
| Разом    | 266     | 60                 | 162              | 44                   |